# 486
486（四百八十六）是485至487之間的自然數。

## 数学性质
- 合數，正因數有1、2、3、6、9、18、27、54、81、162、243和486。
質因數分解為{\displaystyle 2\times 3^{5}}。
- 過剩數，真因數和為606，盈度為120。
  - 半完全數，和為本身的其中一組因數為1、 2、 6、 18、 54、 162、 243。
- 十进制的哈沙德數。
- 十进制的等數位數。